# Saraydüzü (district)
Saraydüzü is een Turks district in de provincie Sinop en telt 4.714 inwoners (2007). Het district heeft een oppervlakte van 292,8 km². Hoofdplaats is Saraydüzü.
De bevolkingsontwikkeling van het district is weergegeven in onderstaande tabel.
| 1997  | 2000  | 2009  | 2017 |
| ----- | ----- | ----- | ---- |
| 6.938 | 8.217 | 5.002 | 4883 |

Het district Saraydüzü is sterk  vergrijst: de gemiddelde leeftijd is ongeveer zestig jaar. Daarmee is Saraydüzü het meest vergrijst van alle 957 districten in Turkije. Ruim 37,5% van de inwoners is 65 jaar of ouder (ter vergelijking: in Turkije is dit gemiddeld 8,3% in 2017). Dat zijn 1830 ouderen op een totale bevolking van 4883. Veel ouderen wonen in de nabijgelegen dorpen, terwijl 284 in het stadje Saraydüzü wonen. 
De bevolking per leeftijdscategorie in 2017:
| Totaal | 0-9 jaar | 10-19 jaar | 20-29 jaar | 30-39 jaar | 40-49 jaar | 50-59 jaar | 60-69 jaar | 70-79 jaar | 80+ jaar |
| ------ | -------- | ---------- | ---------- | ---------- | ---------- | ---------- | ---------- | ---------- | -------- |
| 4.883  | 296      | 310        | 385        | 352        | 341        | 764        | 1.179      | 856        | 400      |

De meeste inwoners zijn zestig jaar of ouder.